# Maya Nasri
Maya Nasri (arabisch مايا نصري, DMG Māyā Naṣrī; * 14. August 1976 in Miniarain (Akkar)) ist der Künstlername von Maya Hussam Asmar, einer libanesischen Künstlerin und Sängerin. Nachdem Maya Nasri für einige Jahre als Schauspielerin gearbeitet hatte, wurde sie mit ihrer Debütsingle „Khallini Bel Jaw“ auch als Sängerin bekannt.

## Biografie
Maya Nasri wurde in Miniara, einer Kleinstadt im Norden Libanons, geboren. In jungen Jahren übersiedelte sie mit ihrer Familie nach Beirut. Dort besuchte sie die Libanesische Akademie für Kunstgeschichte, die heute eine von neun Fakultäten der Universität Balamand ist. Seit 2010 ist sie mit dem ägyptischen Regisseur Ihab Lamey (* 25. November 1966 in Kairo) nach Alexandrinischer Ritus verheiratet, mit dem sie gemeinsam drei Kinder (Mikaella (* 5. Oktober 2013); Giovanni (* 3. Februar 2015); Manuella (* 18. Dezember 2017)) hat.

## Diskografie
- Akhbarak Eih? (2001) (dt.: Wie geht es Dir?)
- Law Kan Lak Alb (2003) (dt.: Wenn Du ein Herz hättest)
- Izzay Te’rafni (2005)(dt. Wie kannst Du mich kennen?)
- Jayi Lwa't (2008) (dt. Der Tag wird kommen …)

### Singles
- Enta habib 3yone (1999)
- Akher Hammi (1999)
- Ana Bahtaglak (2004)
- Aywa Keda (2006/2007)
- Ana Kont Eh (2006/2007)

## Videos
- Khallini bel Jaw (2001)
- Akhbarak Eih..? (2001) – Tony Abou Elias
- Ya Waheshni (2002) – Myirna khayyat
- Law Kan Lak Alb (2003) – Ahmad El Mahdi
- Ana Bahtaglak (2004) – Mirna Khayyat Abou-Elias
- Habbit Hob (2004) – Mhd. Gomea
- Al Asmarani (2005) – Salim elTurk
- Rouh (2006) – Emile Slaylati
- Jaye ElWa2t (2008) – Ahmad El Mahdi

## Filmografie
- 2007: Code 36
- 2007: Sultan el Gharam (TV-Serie)
- 2007: Kharej An elQanoun
- 2008: Wekalet Atiyya (TV-Serie)
- 2009: Bamboozia
- 2009: Rijal Alhasm (TV-Serie)